# شیخلی (شابران)
شیخلی (به لاتین: Shykhly) یک منطقه مسکونی در جمهوری آذربایجان است که در شهرستان شابران واقع شده است.